# Boisroger
Boisroger és un municipi francès situat al departament de la Manche i a la regió de Normandia. L'any 2007 tenia 165 habitants.

## Demografia

### Població
El 2007 la població de fet de Boisroger era de 165 persones. Hi havia 68 famílies de les quals 25 eren unipersonals (11 homes vivint sols i 14 dones vivint soles), 14 parelles sense fills, 25 parelles amb fills i 4 famílies monoparentals amb fills.
La població ha evolucionat segons el següent gràfic:
Habitants censats

### Habitatges
El 2007 hi havia 105 habitatges, 69 eren l'habitatge principal de la família, 21 eren segones residències i 14 estaven desocupats. 102 eren cases i 1 era un apartament. Dels 69 habitatges principals, 58 estaven ocupats pels seus propietaris i 12 estaven llogats i ocupats pels llogaters; 1 tenia dues cambres, 12 en tenien tres, 21 en tenien quatre i 35 en tenien cinc o més. 49 habitatges disposaven pel capbaix d'una plaça de pàrquing. A 34 habitatges hi havia un automòbil i a 28 n'hi havia dos o més.

### Piràmide de població
La piràmide de població per edats i sexe el 2009 era:
| Homes | Edats   | Dones |
| ----- | ------- | ----- |
| 0     | 95 o +  | 0     |
| 0     | 90 a 94 | 0     |
| 0     | 85 a 89 | 0     |
| 0     | 80 a 84 | 0     |
| 0     | 75 a 79 | 4     |
| 4     | 70 a 74 | 4     |
| 8     | 65 a 69 | 4     |
| 4     | 60 a 64 | 8     |
| 8     | 55 a 59 | 8     |
| 0     | 50 a 54 | 16    |
| 4     | 45 a 49 | 0     |
| 4     | 40 a 44 | 0     |
| 4     | 35 a 39 | 8     |
| 16    | 30 a 34 | 8     |
| 12    | 25 a 29 | 4     |
| 8     | 20 a 24 | 4     |
| 0     | 15 a 19 | 8     |
| 4     | 10 a 14 | 8     |
| 0     | 5 a 9   | 4     |
| 0     | 0 a 4   | 0     |

## Economia
El 2007 la població en edat de treballar era de 96 persones, 72 eren actives i 24 eren inactives. De les 72 persones actives 68 estaven ocupades (37 homes i 31 dones) i 4 estaven aturades (1 home i 3 dones). De les 24 persones inactives 13 estaven jubilades, 7 estaven estudiant i 4 estaven classificades com a «altres inactius».

### Ingressos
El 2009 a Boisroger hi havia 80 unitats fiscals que integraven 187,5 persones, la mediana anual d'ingressos fiscals per persona era de 15.042 €.

### Activitats econòmiques
Dels 7 establiments que hi havia el 2007, 2 eren d'empreses de fabricació d'altres productes industrials, 2 d'empreses de construcció, 1 d'una empresa de comerç i reparació d'automòbils, 1 d'una empresa immobiliària i 1 d'una empresa de serveis.
Dels 4 establiments de servei als particulars que hi havia el 2009, 2 eren tallers de reparació d'automòbils i de material agrícola, 1 fusteria i 1 electricista.
L'any 2000 a Boisroger hi havia 19 explotacions agrícoles que ocupaven un total de 496 hectàrees.

## Poblacions més properes
El següent diagrama mostra les poblacions més properes.